# Aquiel
"Aquiel" (títol original en anglès "Aquiel") és el tretzè episodi de la sisena temporada de la sèrie de televisió de ciència-ficció estatunidenca Star Trek: La nova generació, i el 139è de tota la sèrie. Es va emetre originalment l'1 de febrer de 1993 en redifusió als Estats Units. Va ser escrit per Jeri Taylor, Brannon Braga i Ronald D. Moore. Fou dirigit per Cliff Bole.
Ambientada al segle XXIV, la sèrie segueix les aventures de la tripulació de la nau de la Flota Estel·lar de la Federació Enterprise-D sota el comandament del capità Jean-Luc Picard. En aquest episodi, la tripulació de lEnterprise investiga una mort misteriosa en una estació remota, i el comandant La Forge s'enamora de la principal sospitosa.

## Argument
La nau estel·lar de la Federació Enterprise-D arriba a una estació de retransmissió de comunicacions del subespai prop de la frontera klíngon en una missió de reabastiment. Tanmateix, quan un equip visitant puja a la nau de relleus, no hi ha rastre dels dos oficials assignats allà. La tinent Aquiel Uhnari, el tinent Rocha i la llançadora de l'estació han desaparegut. Mentre escorcollen l'estació, l'equip visitant troba el gos que pertany al tinent Uhnari. L'equip visitant també troba una substància a terra, que la directora mèdica de l'"Enterprise" Dra. Crusher determina que és un tipus de residu cel·lular.
La tripulació descobreix proves que un klíngon havia estat a l'estació, cosa que porta Crusher i el primer oficial Riker a sospitar que Uhnari i Rocha van ser víctimes d'un atac klíngon. El comandant La Forge recolza aquesta teoria quan examina els registres personals d'Uhnari. Troba una entrada en què Aquiel transmet les seves pors a la seva germana Shianna sobre un klíngon anomenat Morag. El capità Picard contacta amb el governador klíngon local, Torak, i s'assabenta que Morag és el comandant d'una de les naus klíngon que patrulla aquella secció de la frontera de l'Imperi Klíngon. En aquest punt, Torak es nega a cooperar més. Picard amenaça de portar el seu cas al canceller Gowron, una amenaça que Torak ignora fins que Picard menciona casualment que va servir com a àrbitre de successió de Gowron. Sabent que Gowron estaria en deute amb Picard i com el primer podria desaprovar la falta de respecte mostrada al segon, un Torak nerviós accepta cooperar plenament.
L'equip sènior es reuneix amb Torak, i ell treu Aquiel viva. Ella explica que Rocha la va atacar i que el seu últim record s'escapava d'ella. No recorda exactament què va passar. Per ajudar a aclarir què va passar realment, Picard demana parlar amb el comandant Morag, el klíngon que presumptament estava assetjant l'estació. Atret per ella, La Forge fa amistat amb Aquiel i la porta a la sala d'estar Ten-Forward. Li revela que va revisar els seus registres i la correspondència personal com a part de la seva investigació. Aquiel diu que no li agradava Rocha però que no volia fer-li mal. S'adona que és sospitosa de la seva mort.
Mentrestant, la Dra. Crusher continua examinant els residus cel·lulars trobats a la placa de la coberta. Riker i el tinent Worf, que estan examinant la llançadora, troben un fàser configurat per matar. La Forge dóna suport moral a Aquiel mentre és interrogada de nou.
El comandant Morag arriba a bord de l'«Enterprise» i es reuneix amb l'equip superior. Admet que era present a l'estació i que va prendre prioritat als missatges de la Flota Estel·lar del seu ordinador. La Forge torna a l'estació i descobreix que el registre personal de Rocha ha estat manipulat. S'enfronta a Aquiel, que admet haver esborrat missatges del registre de Rocha, perquè Rocha, com a oficial superior, anava a declarar-la insubordinada i bel·ligerant a la Flota Estel·lar. Tement que aquesta nova prova la condemni com l'assassina de Rocha, accepta quedar-se a bord de l'"Enterprise" perquè La Forge té fe en ella. Ell i Aquiel utilitzen un mètode antic de la seva gent per unir-se i compartir els seus pensaments.
Mentre la Dra. Crusher examina l'ADN trobat a la placa de la coberta una vegada més, el material es mou i li toca la mà. Aleshores es retira i forma una rèplica perfecta de la seva mà. A causa d'això, sospita que la veritable Rocha podria haver estat assassinada per aquest estrany organisme coalescent, i una rèplica d'ell va atacar Aquiel a la recerca d'un nou cos. Sabent que l'organisme ara té el cos d'Aquiel, Riker i Worf corren a les estances d'Aquiel i aturen el ritual que ella està duent a terme amb La Forge, creient que estava a punt d'atacar-lo. Morag també és arrestat, ja que és igual de probable que sigui ell l'organisme.
Amb Aquiel i Morag al calabós, l'"Enterprise" es dirigeix a la base estel·lar més propera mentre la tripulació els vigila de prop, en cas que l'organisme necessiti un cos nou aviat. La Forge és a les seves estances juntament amb el gos d'Aquiel recordant-la. El gos es transforma i l'ataca, però ell aconsegueix matar-lo. Més tard, explica a Aquiel, que ha estat alliberada, que Rocha va ser substituïda per l'organisme. Quan la va atacar, va iniciar el procés de presa de control (d'aquí la seva pèrdua de memòria); tanmateix, va aconseguir escapar a temps. La criatura va recórrer llavors a l'única altra forma de vida a l'estació, el seu gos.
L'episodi acaba amb Aquiel i La Forge a Ten-Forward, on ella rebutja la seva oferta d'ajudar-la a unir-se a la tripulació de l' "Enterprise". Ella li diu que vol guanyar-se el lloc pels seus propis mèrits.

## Repartiment i doblatge al català
La sèrie va ser doblada al català pels estudis Tramontana (primera part) i Soundtrack (segona part) i emesa a TV3 l’any 1991. Els dobladors de l'episodi foren:
| Personatge       | Actor/actriu    | Veu en català      |
| ---------------- | --------------- | ------------------ |
| Jean-Luc Picard  | Patrick Stewart | Joan Crosas        |
| William Riker    | Jonathan Frakes | Antoni Forteza     |
| Data             | Brent Spinner   | Joaquim Sota       |
| Geordi La Forge  | LeVar Burton    | Aleix Estadella    |
| Worf             | Michael Dorn    | Enric Arquimbau    |
| Beverly Crusher  | Gates McFadden  | Aurora Garcia      |
| Deanna Troi      | Marina Sirtis   | Alicia Laorden     |
| Aquiel Uhnari    | Renée Jones     | Marta Barbarà      |
| Comandant Morag  | Reg E. Cathey   | Francesc Figuerola |
| Governador Torak | Wayne Grace     | Jordi Vilaseca     |

## Producció
La idea bàsica d'aquest episodi es basa en la pel·lícula de 1944 Laura, en què un policia s'enamora de la dona sospitosa del presumpte assassinat de la qual ha de resoldre.
Originalment, Jeri Taylor tenia la intenció de convertir el romanç entre Geordi La Forge i Aquiel Uhnari en una relació permanent. La seva motivació per a això va ser que amb la marxa dels dos personatges secundaris Miles i Keiko O'Brien (Colm Meaney i Rosalind Chao) a la sèrie derivada Star Trek: Deep Space Nine, de sobte tot el repartiment principal i secundari de Star Trek: La nova generació consistia en principals. Tanmateix, com que tant l'equip de producció com el públic estaven força insatisfets amb l'episodi "Aquiel" i faltava la química adequada entre Renée Jones i LeVar Burton, Taylor no va continuar amb aquesta idea.

## Recepció
Keith DeCandido va qualificar Aquiel a tor.com el 2012 com un episodi força deficient de Star Trek: La nova generació. Va trobar la història del crim en general força bona, però la seva resolució increïble. A DeCandido li va semblar incomprensible que l'episodi tornés a tractar una història d'amor força desagradable amb La Forge al centre, que ja havia fracassat en diversos episodis anteriors. També va trobar poc convincent l'actuació de Renée Jones.
El 2019, Screen Rant el va classificar com el novè pitjor episodi de Star Trek: La nova generació basant-se en les qualificacions d'IMDB, que eren de 6,1 sobre deu en aquell moment. Van criticar la subtrama klíngon i van descriure Geordi com a "patètic" en el millor dels casos i un depredador sexual en el pitjor".

## Llançaments
L'episodi es va publicar com a part de la caixa de la sisena temporada de "Star Trek: La nova generació" en DVD als Estats Units el 3 de desembre de 2002. Una versió remasteritzada en HD es va publicar en disc òptic Blu-ray el 24 de juny de 2014.